# Chip's Challenge
Chip's Challenge es un videojuego de destreza lanzado originalmente para  Atari Lynx y luego trasladado a las computadoras. Fue creado por Chuck Sommerville y lanzado al mercado por Microsoft Corp.
La versión para Windows fue incluida en la colección Microsoft Entertainment Pack.

## Concepto
En este juego, Chip McCallahan (el protagonista) debe abrirse camino a través de numerosos escenarios para ser miembro del club especial de Melinda, la Ama de los Retos.
La jugabilidad está apegada a los juegos de su tipo. El jugador mueve a Chip a través de los niveles, en los cuales debe recoger chips para abrir una barrera que resguarda la salida (o, al menos, el ítem o camino que lleva a ella). Cada nivel cuenta con un número de chips que hay que recoger aunque algunos no tienen, y en ellos sólo hay que buscar la salida. Por lo general, hay un tiempo límite dado (en algunos es ilimitado) para pasar el nivel y cuya magnitud depende de la longevidad de ese nivel.

## Ítems
El jugador puede emplear los siguientes ítems para pasar los obstáculos:
- Llaves: Para abrir puertas. Hay cuatro colores de llaves: roja, azul, amarilla y verde; y cada una sólo puede abrir puertas del mismo color correspondiente. La llave verde puede emplearse para abrir infinitas puertas con cerradura verde, mientras que para cada puerta de cerradura roja/azul/amarilla se necesita una llave roja/azul/amarilla individual.

- Aletas: Con ellas Chip puede nadar en el agua sin ahogarse.

- Botas anaranjadas: Sirven para caminar sobre el fuego.

- Patines: Sirven para caminar sobre el hielo sin resbalarse.

- Botas magnéticas: Impiden que los pisos de fuerza magnética arrastren a Chip.

En el juego hay objetos y criaturas que Chip debe evitar hacer contacto para evitar perder; tales como criaturas dientonas, abejas, masas de fuego, mantarrayas azules, ciempiés, tanques, pelotas (violetas y celestes) e incluso trozos vivientes de excremento. La mayoría mueren al contacto con el agua, el fuego y las bombas; las excepciones son las mantarrayas azules que sobreviven en el agua y sólo mueren al contacto con el fuego y las bombas y las bolas de fuego que pasan sin alteración por fogatas y que por supuesto se extinguen por agua o bombas.

## Niveles
Los primeros ocho niveles ayudan al jugador a familiarizarse con los elementos, ítems y mecanismos que debe emplear a lo largo del juego. En los demás niveles, debe llegar a la salida de distintas maneras, ya sea recogiendo los chips en un laberinto, usando bloques para tapar charcos de agua, pasando diversos obstáculos y evadiendo enemigos, etc. La cantidad tradicional de niveles es de 144; sin embargo, es posible acceder a 4 (5 para la versión de Windows) niveles. Para ello, hay que descubrir una clave que está escrita subliminalmente en el nivel 34, Cypher (Cifra), en el que se muestran en secreto las claves para el nivel 82, el 137 y el 146. La clave para el 146 es Melinda, después podrás acceder a los siguientes con el truco de ignorar claves. En la versión para Windows hay un nivel extra que es el 145, en él se da crédito a los creadores del juego; desafortunadamente sólo se puede acceder a él adivinando la clave o usando el truco para ignorar passwords (Ctrl + K).
Existen algunos errores o inconsistencias en la versión para Windows. En el nivel 20 no hace falta reunir los chips porque no hay barrera cerca de la salida que los requiera. En el nivel 49 hay una trampa a la que llega un enemigo pero que jamás lo libera sin importar cuántas veces el jugador presione el botón que abre aquella. Este error se repite en el nivel 70 dado que muchas trampas no liberan a los enemigos. También se presentan las fallas de protección general (General Protection Failure en inglés), ya que en los niveles 104 y 132, si el jugador y un enemigo se posan al mismo tiempo en un espacio que aloja una llave, el juego se cierra automáticamente. El caso del nivel 88, que es un laberinto hecho de caminos en espiral, es curioso. Existen dos versiones de este nivel, una de ellas es considerada "corrupta". La única diferencia que tiene esta versión con respecto a la original es que, justo al lado de la salida, hay una pared delgada que impide al jugador llegar a aquella, aunque aún puede alcanzarla por otra vía.
- Datos: Q2746450
- Multimedia: Tile World / Q2746450